# 维奥蒂亚专区
維奧蒂亞专区（希臘語：Περιφερειακή ενότητα Βοιωτίας）是希臘中希臘大區的一個专区。面積为3,211平方公里，2021年人口106,056人。首府为莱瓦贾。
古希臘的同名地區又譯作波也奧西亞。

## 地理
維奧蒂亞位于科林斯灣的北边及东边，在埃維亞灣也有一小段海岸线。東南與阿提卡半島相連，東部大部份與埃維亞专区接壤。

## 行政
維奧蒂亞州分别在1836年、1899年及1943年设立。在2011年的地方政府改革中，取消了所有州份，在維奧蒂亞州的管辖范围内成立了維奧蒂亞专区。維奧蒂亞专区下分为6个市镇（括号内为地图中的数字）：
- 阿利亚尔托斯-塞斯皮艾（2）
- 迪斯托莫-阿拉霍瓦-安迪基拉（3）
- 莱瓦贾（1）
- 奥尔霍迈诺斯（5）
- 塔纳格拉（6）
- 锡韦（4，古称“底比斯”）